# 1974年のラジオ (日本)
1974年のラジオ (日本)では、1974年の日本のラジオ番組、その他ラジオ界の動向について記す。

## 主なその他ラジオ関連の出来事
- 3月20日 - NHKが佐賀の第2放送を廃止（熊本の大電力化による）[1]。
- 3月24日 - NHKが沖縄でFM放送を開始[2]。

## 商号変更
- 6月1日 - 愛知音楽エフエム放送→エフエム愛知[3]
- 9月1日 - 福岡エフエム音楽放送→エフエム福岡[4]

## 開始番組

### 1974年1月放送開始
ニッポン放送
- 2日 - 小さな朝の詩

日本短波放送
- 開始日不明 - ハロージーガム

### 1974年2月放送開始
ラジオ関東
- 開始日不明 - ジス・イズ・ジャズ

### 1974年4月放送開始
NHKラジオ第1放送
- 6日 - ひるの軽音楽
- 7日 - 上方演芸会

NHKラジオ第2放送
- 1日 - カレント・トピックス

NHK-FM放送
- 1日
  - ひるの歌謡曲
  - FMコンサート

岩手放送
- 14日 - IBC TOP40

東京放送
- 8日 - 世界のマーチ
- 15日 - ラジオでこんばんわ
- 開始日不明
  - 月曜ゴールデン・スペシャル
  - ゼロの世界

文化放送
- 開始日不明 - ミステリー・シアター

ニッポン放送
- 3日 - 笑福亭鶴光のオールナイトニッポン
- 6日 - 檜山信彦のほがらか歌謡曲
- 8日 - 橘家圓蔵のハッピーカムカム
- 20日 - 燃えよせんみつ足かけ二日大進撃
- 開始日不明 
  - 山口百恵のモモモモ30分[5]
  - 皇后さま、美智子さま
  - 愛と誠

中部日本放送
- 8日 - おはようCBC

東海ラジオ放送
- 15日 - なごやか寄席

朝日放送
- 8日 - フリータイム1010 ハイッ!浜村淳ですABC

毎日放送
- 8日
  - なつメロ歳時記
  - 千里万里のさわやか歌謡曲
  - ハッピー仁鶴
  - ありがとう浜村淳です
  - 諸口あきらの野放しジョッキー
- 14日 - なつかしのメロディ〜歌に想いを〜

ラジオ関西
- 1日 - いソノてルヲのミュージック・ルーム

RKB毎日放送
- 7日 - RKBベスト歌謡50

エフエム東京
- 1日 - サウンド・フォーカス・イン
- 6日 - 三和シヤッター 歌謡曲ベスト・テン
- 15日 - きまぐれ飛行船〜野性時代〜

エフエム大阪
- 開始日不明 - FMジャズ・スポット

### 1974年5月放送開始
毎日放送
- 20日 - わたしのナツメロ

### 1974年7月放送開始
大阪放送
- 1日 - オーサカ・ナイト・スペース ヤング立入禁止

### 1974年9月放送開始
東京放送
- 3日 - いすゞ歌うヘッドライト〜コックピットのあなたへ〜

ニッポン放送
- 2日 - 朝はおまかせアンコーです![6]
- 開始日不明 - 吉田拓郎のオールナイトニッポン

### 1974年10月放送開始
東京放送
- 8日 - ミッドナイトプレスクラブ
- 開始日不明
  - ラジオ寄席
  - アラスカ物語
  - 寛美の太閤記
  - 日本!あの人この人

文化放送
- 7日 - 朝風ワイド[6]

ニッポン放送
- 5日
  - 友竹正則のお早ようニッポン[6]
  - 檜山信彦ショー
- 開始日不明
  - 男はつらいよ（ラジオドラマ）
  - 夜の図書館

朝日放送
- 開始日不明 - 日曜なつメロ大行進

大阪放送
- 1日 - ごきげんさん!大阪リクエスト
- 5日 - 歌って笑ってドンドコドン
- 12日 - サタディ・バチョン

エフエム東京
- 5日 - ひとつぶの青春

エフエム大阪
- 開始日不明 - ミュージック・イズ・マイ・ライフ

日本短波放送
- 6日 - 日本医学20年の進歩

### 1974年12月放送開始
エフエム東京
- 2日 - ファインミュージックをあなたに

### 開始日不明
東京放送
- 青島・フーコの天下のジョッキー

ニッポン放送
- 青春ど真ん中

中部日本放送
- メイコのチビッコ作文教室

九州朝日放送
- ばってんさんの歌謡広場

地方民間放送共同制作協議会
- 飛び出せ!全国DJ諸君[6]

## 終了番組

### 1974年4月放送終了
毎日放送
- 5日 - おはようリスナー阪本時彦です

### 1974年6月放送終了
ラジオ大阪
- 終了日不明 - ヒットでヒット バチョンといこう!

## 再開番組
- 4月8日 - MBSチャチャヤング（MBSラジオ）※10月4日に終了